# Hit So Hard
Hit So Hard är en amerikansk dokumentärfilm från 2011, regisserad av P. David Ebersole. Filmen fokuserar på livet och nära döden-upplevelser kring Patty Schemel, mest känd som trummis i Courtney Loves inflytelserika rockband Hole under dess guldår. Filmen knyter samman Schemels Hi8-videor som spelades in under hennes tid i bandet och utgörs av intervjuer och andra klipp.
Hit So Hard hade premiär den 15 mars 2011 vid festivalen SXSW i Austin, Texas. Musiken skrevs av Roddy Bottum från Faith No More. Producenter var Todd Hughes och Christina Soletti. Filmens titel kommer från en låt på Holes album Celebrity Skin.

## Medverkande
- Patty Schemel
- Melissa Auf der Maur
- Eric Erlandson
- Courtney Love
- Nina Gordon från Veruca Salt
- Kate Schellenbach från Luscious Jackson
- Gina Schock från The Go-Go's
- Alice de Buhr från Fanny
- Debbi Peterson från The Bangles
- Izzy från Care Bears on Fire
- Phranc
- Roddy Bottum från Faith No More
- Dallas Taylor
- Sarah Vowell
- Larry Schemel från Midnight Movies
- Terry Schemel
- Joe Mama-Nitzberg

I tidigare filmat material:
- Kurt Cobain
- Kristen Pfaff